# Синявер, Осип Яковлевич
Осип Яковлевич Синявер (фр. Ossip Siniaver; 1899, Одесса — 1975, Брюссель) — бельгийский художник и иллюстратор.

## Биография
Торговая контора его отца, Абрама-Якова Вильгельмовича Синявера, располагалась на улице Жуковского, дом № 14 в Одессе и занималась реализацией арматуры (позже на улице Пушкинской, дом № 11). Окончил Одесское художественное училище. С 1923 года жил в Бельгии. Ученик художника Де Бовера в Академии художеств в Генте. Изучал также технические науки. Вошёл в историю бельгийского и мирового искусства как основоположник индустриально-производственного пейзажа. Член бельгийского общества художников-юмористов. В его творчестве присутствует тема гротеска и иронии. В основе творчества художника — индустриальная тема, позднее, после 1945 года — природные пейзажи.
Был известен в СССР, являлся членом Союза советских патриотов Бельгии и гражданином СССР. В 1968 году состоялась его первая выставка в СССР — в музее изобразительных искусств Молдавии (Кишинёв).
Лауреат Европейского Совета по искусству и эстетике, ассоциации профессиональных художников Бельгии.

## Семья
- Жена — Ревекка Асировна (Ушеровна) Шнирельман (1911—2011), инженер-химик[5].
  - Сын — Владимир Осипович Шнирельман (род. 1937), молдавский инженер-металлург, изобретатель в области литейного производства[6][7][8].

## Произведения
- Дарс (1950-е)
- Кольцевая дорога W7 (1954)
- Порт Артур. Гент (1952)
- Молодое дерево (1956)